# Dolmen de Bohera
Le dolmen de Bohera est un dolmen situé à Prades, dans le département français des Pyrénées-Orientales.

## Description
L'édifice est du type coffre dolménique. Le coffre émerge à peine de son tumulus constitué d'une double assise encore visible côtés nord et est. Le monument est en mauvais état, les dalles en granite sont très altérées. Au nord-ouest, une dalle de chevet (0,73 m de long sur 0,78 m de large et 0,20 m d'épaisseur) est encore en place mais elle est trop courte pour avoir fermé l'intégralité de ce côté, il manque donc une seconde dalle. Côté ouest, il demeure un orthostate bien conservé (1,30 m de long sur 0,50 m de large et 0,15 à 0,20 m d'épaisseur). La dalle du côté oriental est pratiquement détruite, celle du côté sud-est s'est désagrégée sur un tiers de sa longueur initiale. La table de couverture repose à quelques mètres de distance sur un tas de pierres correspondant aux vestiges d'une cabane d'époque historique.
L'édifice a été découvert et fouillé en 1968 par Jean Abélanet. Le sol de la chambre était pavé de manière assez régulière. Le matériel archéologique découvert comprend des tessons de vases carénés avec un léger décor de cannelures horizontales, datés du Bronze final, et quelques éclats lithiques (quartz et jaspe) plus anciens.